# Changsha
Changsha 
(en chino, 长沙; pinyin, Chángshāⓘ; en changshanés, tsã˩˧ sɔ˧ⓘ) es una ciudad-prefectura capital de la provincia de Hunan en la República Popular China. Ocupa un área de 11 819 km² y su población total es de 7 044 118 y urbana de  2,13 millones (2010).

## Toponimia
El nombre Changsha está compuesto por los sinogramas Chang (长 largo) y Sha (沙 arenoso), se desconoce su origen y está atestiguado en un caparazón de tortuga que data del siglo XI a. C.
Las "Crónicas del condado de Yuanhe" de la dinastía Tang decían que llevaba el nombre del templo Wanli Sha.
Una teoría sugiere que es una palabra antigua yue, donde 'Sha' significa 'arena a ambos lados', en referencia al río Xiang, por lo que 'Changsha' significaría, "lugar a lo largo de ambas riberas", el río Xiang actualmente parte la ciudad en oeste y este.
Otra teoría sugiere que viene del nombre de la estrella Changsha (长沙星).
Cuando los antiguos astrónomos observaban fenómenos celestes, seleccionaban un grupo de estrellas como marcadores para las observaciones de posicionamiento, creando así veintiocho constelaciones con un total de 182 estrellas. Los antiguos creían que "hay estrellas arriba y campos de estrellas abajo". Las estrellas se refieren a la distribución de las estrellas en el cielo, y los campos de estrellas se refieren a la posición geográfica correspondiente a una determinada estrella. Por lo tanto, la ciudad recibió el nombre de la estrella Changsha. 
Sin embargo, el sistema de veintiocho estrellas se estableció relativamente tarde, por lo que esta hipótesis debió ser adoptada por generaciones posteriores.
Una teoría que respalda el nombre chino de Changsha, es que recibió su nombre de una isla del río Xiang, y significa "largo banco de arena" (绵长的沙洲 MiánChángdeShāzhōu), esta isla de unos 6 km de largo y poco más de 200 m de ancho yace en el corazón de la ciudad y se registra que allí vivieron familias muy importantes.

## Historia
Muy probablemente la ciudad  ya era un asentamiento en el primer milenio antes de Cristo. En el año 202 a. C. ya era una ciudad fortificada. Durante la dinastía Han, fue la capital del reino de Changsha.
Durante la dinastía Song la ciudad adquirió el rango de condado. Fue también durante este periodo cuando se fundó la Academia Yuelu en la que dio clases el filósofo Zhu Xi.
Esta escuela fue destruida por los mongoles y reconstruida durante la dinastía Ming. En 1903 se convirtió en el Instituto de Hunan. Algunos edificios se restauraron entre 1981 y 1986 siguiendo el estilo arquitectónico de los Song.
El tratado de Shanghái de 1903 firmado por China y Japón abrió la ciudad al comercio extranjero. Los primeros años del líder Mao Zedong están íntimamente vinculados a la ciudad. Mao estudió en Changsha, ciudad a la que retornó para ejercer de profesor entre 1920 y 1923.
En los años 750-1100 Changsha jugó un papel importante en el comercio y su población aumentó considerablemente. Bajo la dinastía Qing , desde 1664, fue la capital de la provincia Hunan, y fue uno de los principales mercado de arroz. Fue sitiada durante la Rebelión Taiping, pero nunca cayó. Fue escenario de importantes batallas en la guerra sino-japonesa de 1937-1945 y fue ocupada brevemente por los japoneses . Reconstruida a partir de 1949, la ciudad es ahora un importante puerto y centro comercial e industrial. Esta ciudad fue elegida en 2013 para acoger al Sky City, el rascacielos más grande del mundo con 838 metros y 200 plantas.

## Administración
La ciudad prefectura de Changsha está conformada de 9 localidades que se administran en 6 distritos urbanos, 2 ciudades suburbanas y 1 condado:
- Distrito Furong (芙蓉区)
- Distrito Tianxin (天心区)
- Distrito Yuelu (岳麓区)
- Distrito Kaifu (开福区)
- Distrito Yuhua (雨花区)
- Distrito Wangcheng (望城区)
- Ciudad Ningxiang 宁乡市
- Ciudad Liuyang (浏阳市)
- Condado de Changsha (长沙县)

| Mapa                                                                                   | Mapa | Mapa | Mapa | Mapa | Mapa |
| -------------------------------------------------------------------------------------- | ---- | ---- | ---- | ---- | ---- |
| Furong Tianxin Yuelu Kaifu Yuhua Wangcheng 'C. Changsha' 'Cd. Ningxiang' 'Cd. Liuyang' |      |      |      |      |      |

## Economía
La población de Changsha casi se triplicó entre el inicio de su reconstrucción en 1949 hasta principios de 1980. La ciudad es ahora un puerto importante, movilizando arroz, algodón, madera y ganado, es un centro de molienda de arroz y también de extracción de aceite, té, tabaco y procesamiento de carne. Su industria textil produce hilados de algodón y tejidos. Produce químicos agrícolas y fertilizantes. Por la ciudad pasa la vía férrea que corre desde Hankou a Guangzhou.

### Metro
El metro de Changsha es el proyecto de sistema de transporte masivo para la ciudad, una red de seis líneas. Las dos primeras líneas en construcción están previstas para abrir en 2015. La línea 1 corre de norte a sur y la línea 2 corre de oeste a este.

### Aeropuerto
El aeropuerto de la ciudad es el Aeropuerto Internacional de Changsha Huanghua (长沙黄花国际机场) Situado a unos 20 kilómetros del centro de la ciudad en el condado Huanghua, el aeropuerto cuenta con dos edificios terminales y actualmente es uno de los aeropuertos con más tráfico en el país. Es el segundo aeropuerto que sirve para Changsha y se utilizan principalmente para fines militares.

### Zona de desarrollo
Para abrirle paso a la economía extranjera,la ciudad cuenta con la zona de desarrollo.
La zona de desarrollo de Changsha fue fundada en 1992. Se encuentra al este de la ciudad. El área total prevista de 38.6 km² y actualmente con 14 km². Cerca de la zona de las autopistas G319 y G107, así como la carretera Jingzhu. La distancia entre la zona y el aeropuerto está a 8 km. Las principales industrias de la zona incluyen industria de alta tecnología, la biología y la industria de tecnología.

## Clima
La temperatura media de la ciudad es de 17 °C, siendo enero el mes más frío con 4.5 °C y el mes más caliente julio con 29 °C. La precipitación media anual es 1330 mm, la mayoría se producen en primavera, con un periodo libre de nieve de 275 días.
Las cuatro estaciones son diferentes. Los veranos son largos y calurosos, con fuertes lluvias y el otoño se siente cómodo con abundante luz solar. El invierno es relativamente seco (pero un poco húmedo y nublado) pero las olas de frío pueden desplomarla incluso por debajo de cero.
| Parámetros climáticos promedio de Changsha  | Parámetros climáticos promedio de Changsha | Parámetros climáticos promedio de Changsha | Parámetros climáticos promedio de Changsha | Parámetros climáticos promedio de Changsha | Parámetros climáticos promedio de Changsha | Parámetros climáticos promedio de Changsha | Parámetros climáticos promedio de Changsha | Parámetros climáticos promedio de Changsha | Parámetros climáticos promedio de Changsha | Parámetros climáticos promedio de Changsha | Parámetros climáticos promedio de Changsha | Parámetros climáticos promedio de Changsha | Parámetros climáticos promedio de Changsha |
| Mes                                         | Ene.                                       | Feb.                                       | Mar.                                       | Abr.                                       | May.                                       | Jun.                                       | Jul.                                       | Ago.                                       | Sep.                                       | Oct.                                       | Nov.                                       | Dic.                                       | Anual                                      |
| ------------------------------------------- | ------------------------------------------ | ------------------------------------------ | ------------------------------------------ | ------------------------------------------ | ------------------------------------------ | ------------------------------------------ | ------------------------------------------ | ------------------------------------------ | ------------------------------------------ | ------------------------------------------ | ------------------------------------------ | ------------------------------------------ | ------------------------------------------ |
| Temp. máx. media (°C)                       | 8.7                                        | 9.7                                        | 14.7                                       | 21.3                                       | 26.1                                       | 29.9                                       | 33.7                                       | 33.3                                       | 28.3                                       | 23.1                                       | 17.2                                       | 11.3                                       | 21.4                                       |
| Temp. mín. media (°C)                       | 1.6                                        | 3.4                                        | 7.8                                        | 13.7                                       | 18.4                                       | 22.4                                       | 25.3                                       | 24.9                                       | 20.3                                       | 14.7                                       | 9.0                                        | 3.4                                        | 13.7                                       |
| Precipitación total (mm)                    | 66.1                                       | 95.2                                       | 128.5                                      | 207.2                                      | 178.5                                      | 202.4                                      | 93.0                                       | 107.0                                      | 56.8                                       | 84.2                                       | 71.2                                       | 41.2                                       | 1331.3                                     |
| Días de precipitaciones (≥ 0.1 mm)          | 13.6                                       | 14.0                                       | 17.8                                       | 18.8                                       | 16.3                                       | 13.3                                       | 9.7                                        | 9.9                                        | 9.8                                        | 11.1                                       | 10.2                                       | 9.4                                        | 153.9                                      |
| Horas de sol                                | 76.2                                       | 63.0                                       | 69.4                                       | 88.3                                       | 122.8                                      | 144.8                                      | 238.3                                      | 229.6                                      | 160.0                                      | 133.4                                      | 115.7                                      | 103.2                                      | 1544.7                                     |
| Humedad relativa (%)                        | 83                                         | 85                                         | 85                                         | 84                                         | 83                                         | 84                                         | 77                                         | 79                                         | 81                                         | 81                                         | 80                                         | 79                                         | 81.8                                       |
| Fuente: China Meteorological Administration |                                            |                                            |                                            |                                            |                                            |                                            |                                            |                                            |                                            |                                            |                                            |                                            |                                            |

## Monumentos y lugares de interés
- Wulingyuan: se trata de una zona escénica, declarada en 1992 Patrimonio de la Humanidad por la Unesco. La zona incluye el parque nacional del Bosque de Zhangjiajie, el valle de Suoxiyu y las montañas Tianzi.
- Tumbas de Mawangdui: fueron construidas durante la dinastía Han y contienen tres tumbas pertenecientes a la familia del duque Dai. Aquí se encontró, en un estado de conservación excelente, la momia de una mujer. La momia de la señora Xinzhui tiene una antigüedad aproximada de 2500 años.
- Hornos de Tongguan: centro elaborador de recipientes, vasijas y otros elementos en tiempos de la dinastía Tang (618-907) y el período de las cinco dinastías y diez reinos (907-979).
- Pabellón Tianxin: fue construido durante la dinastía Ming. Este pabellón, que tiene una altura de 13 metros y una longitud de 220 metros, se ha convertido en uno de los símbolos de la ciudad.
- Antigua Escuela Normal: escuela de entrenamiento para maestros, alma mater del fundador de la República Popular, Mao Zedong, entre 1913 y 1918. Arrasada por los invasores japoneses en 1938, las tropas de Chiang Kai-shek emplazaron en el lugar un hospital durante la guerra civil, que tras el triunfo de los comunistas en 1949 fue empleado nuevamente como escuela. Entre 1968 y 1969 fue remodelada para recuperar el aspecto que tenía cuando Mao estudiaba allí.

## Ciudades hermanadas
- Gumi, Gyeongsang del Norte, Corea del Sur.
- Kagoshima, Japón.
- Kimberley, Septentrional del Cabo, Sudáfrica.
- Mons, Henao, Valonia, Bélgica.
- Saint Paul, Minnesota, Estados Unidos.
- Santo Domingo Este, provincia de Santo Domingo, República Dominicana